# 德米特里·兰金
德米特里·谢尔盖耶维奇·兰金（俄语：Дмитрий Сергеевич Ланкин，1997年4月17日—），俄罗斯男子竞技体操运动员，2018年世界竞技体操锦标赛男子团体全能银牌得主、2019年欧洲运动会男子跳马银牌得主。